# 天主教羅徹斯特教區
天主教羅徹斯特教區（拉丁語：Diocesis Roffensis）是美國一個羅馬天主教教區，屬紐約總教區。成立於1868年3月3日。
範圍包括紐約州中西部十二縣，教座位於州府羅徹斯特。2011年有教友357,000人、一百零六個堂區、247名司鐸。現任教區主教為瑪竇·H·克拉克。